# جيمس ماكهنري (روائي)
جيمس ماكهنري (بالإنجليزية: James McHenry)‏ (20 ديسمبر 1785، لارن في المملكة المتحدة - 21 يوليو 1845)؛ دبلوماسي، كاتب وروائي أمريكي.